# Hippoglossus stenolepis
Hippoglossus stenolepis là một loài thuộc họ Pleuronectidae. Đây là loài cá thân bẹt sinh sông ở phía bắc Thái Bình Dương và bị đánh bắt bởi những người câu cá thương mại, câu cá giải trí và câu cá nghệ thuật.

## Phân bố loài
Hippoglossus stenolepis được tìm thấy ở thềm lục địa Bắc Thái Bình Dương và biển Bering. Việc đánh bắt loài này chủ yếu tập trung ở Vịnh Alaska và Biển Bering, ngoài khơi phía tây Canada. Các cá thể nhỏ bị bắt được báo cáo nằm ở ven biển Washington, Oregon và California. Loài Hippoglossus stenolepis được chia thành 10 khu vực quản lý thường xuyên.
Loài cá bơn này là cá tầng đáy, sống trên hoặc gần đáy nước và ưa thích nhiệt độ nước từ 3 đến 8 độ Celsius (37,4 đến 46,4 độ Fahrenheit). Loài này thuộc họ Pleuronectidae. Từ tháng 11 đến tháng 3, cá bơn trưởng thành tập trung hàng năm trên bãi đẻ trứng dọc theo rìa thềm lục địa ở độ sâu từ 183 đến 457 m (600 đến 1.499 ft).
Loài cá bơn này bơi khỏe và có thể di chuyển quãng đường dài. Mọi lứa tuổi và kích cỡ của loài phần đông di cư chủ yếu theo chiều kim đồng hồ (tây bắc sang đông nam) từ các khu vực định cư của chúng (phần phía tây của Vịnh Alaska và Biển Bering), việc sinh sản cũng được thực hiện theo kiểu di cư theo mùa thường xuyên từ nơi kiếm ăn nông hơn vào mùa hè đến nơi sinh sản sâu hơn vào mùa đông.

## Đặc điểm
Hippoglossus stenolepis có hình dạng kim cương. Chúng thon dài hơn hầu hết các loài cá dẹt, chiều rộng thân bằng khoảng một phần ba chiều dài. Loài có một vòm tròn ở đường bên trên vây ngực, đuôi hình lưỡi liềm khác với các loài cá dẹp khác. Các vảy nhỏ được đính vào da. Hai mắt của loài cá bơn này đều nằm ở mặt trên có màu sẫm. Màu sắc trên mặt sẫm khác nhau, nhưng có xu hướng sao cho phù hợp theo màu sắc của đáy đại dương. Mặt dưới có màu nhạt hơn, có màu sắc giống với bầu trời nếu nhìn từ dưới lên. Sự thích nghi màu sắc này cho phép cá bơn ẩn nấp trước cả con mồi và các động vật ăn thịt để không bị phát hiện. Chúng là một trong những loài cá dẹp lớn nhất (chỉ nhỏ hơn loài có quan hệ gần gũi là Hippoglossus hippoglossus) và có thể nặng tới 500 lb (230 kg) cũng như phát triển tới chiều dài 8 ft (2,4 m).